# 중장초등학교
중장초등학교는 대한민국 충청남도 공주시 계룡면 갑사로 307 (중장리)에 있었던 공립 초등학교이다.

## 연혁
- 1963년 5월 28일 계룡국민학교 중장분교 인가
- 1966년 3월 1일 중장국민학교로 승격(9학급)
- 1976년 3월 1일 12학급 편성
- 1985년 3월 2일 병설유치원 개원
- 1989년 3월 1일 6학급 편성
- 1996년 3월 1일 중장초등학교로 개칭
- 2012년 2월 28일 계룡초등학교와 통합